# 希諾特加省
希諾特加省 （西班牙語：Departamento de Jinotega）是尼加拉瓜的一個省，位於該國北部、北隔科科河與宏都拉斯相望。面積9,755平方公里，2005年人口297,300人。首府希諾特加。
下分8市。
1. ↑  Citypopulation.de Population of departments in Nicaragua